# Estación de Beveren
La estación de Beveren es una estación de tren belga situada en Beveren, en la provincia de Flandes Oriental, región Flamenca.
Pertenece a la línea  de S-Trein Antwerpen.

## Situación ferroviaria
La estación se encuentra en la línea línea 59 (Amberes-Gante).

## Intermodalidad
Actualmente, no hay conexiones con otros medios de transporte.